# آب‌انبار روستای دوسیران
آب‌انبار روستای دوسیران مربوط به دوره قاجار است و در شهرستان کازرون، بخش کوهمره، دهستان کوهمره، مرکز روستای دوسیران واقع شده و این اثر در تاریخ ۳۰ بهمن ۱۳۸۶ با شمارهٔ ثبت ۲۰۷۸۶ به‌عنوان یکی از آثار ملی ایران به ثبت رسیده است.